# Wolffia neglecta
Wolffia neglecta är en kallaväxtart som beskrevs av Landolt. Wolffia neglecta ingår i släktet Wolffia och familjen kallaväxter. Inga underarter finns listade.